# 普及特惠稅制度
普及特惠稅制度（Generalized System of Preferences, GSP）是世界貿易組織（簡稱世貿，前身為關稅暨貿易總協定）下向發展中地區提供優惠關稅的制度。普及特惠稅制度豁免部分世貿成員遵守最惠國待遇原則。最惠國待遇原則要求成員給予來自所有其他世貿成員的進口貨同等待遇，也就是向所有其他世貿成員收取劃一關稅。
普及特惠稅制度的設置，是基於公平性原則，來豁免世貿成員遵守最惠國待遇原則，讓已發展成員減收來自發展中地區的進口貨關稅，但不向已發展地區減收關稅。1960年代，有關制度的構思在聯合國貿易及發展委員會中廣泛討論。當時的發展中國家指出，最惠國待遇未能加快已發展成員減低以至取消關稅的步伐，以使發展中地區受惠。1971年，關稅暨貿易總協定採納聯合國貿易及發展委員會的建議，在最惠國待遇原則中加入兩條豁免條款，針對發展中地區的產品。該兩條豁免條款有效期為10年。到1979年，關稅暨貿易總協定根據授權條款確立最惠國待遇原則中的永久豁免措施。這豁免措施容許關稅暨貿易總協定的締約國（相當於現時的世貿成員）針對其他國家設立貿易特惠稅制，但這些稅制對於各受惠國必須是「普及、非歧視及非互惠的」，不能優待某幾個友好國家。

## 實施情況
大部分已發展國家都遵守義務，制定「普及」的特惠稅制度，向眾多發展中國家減收關稅，通常包括所有非經合組織的成員國。當然，每一個普及特惠稅制都施加了某些限制。例如，美國加入某些條件，將某些國家排除在普及特惠稅制度外，如列入美國國務院的支持恐怖主義國家名單（利比亞等），和不尊重美國的知識產權法的國家。
但更重要的是，普及特惠稅制度往往未能在產品方面做到「普及」。換言之，這些普及特惠稅制度沒有覆蓋大部分產品，起碼大部分發展中國家的主要出口產品都未能受惠；而這是故意的。在美國和其他已發展國家，國內生產商的產品，如紡織品、皮革製品、陶瓷、玻璃、鋼鐵，長期以來聲稱他們無法與大量進口競爭。因此，這些產品已被明確排除在美國和其他國家的普及特惠稅制度範圍外。這些被排除的產品恰恰是大多數發展中國家有能力出口的產品。（大多數發展中國家不能有效地產生如汽車或通信衛星等產品，但他們可以造鞋。）
普及特惠稅制度有其局限，但不能因此判斷它未能使發展中國家受惠。情況是一些發展中國家受惠很大，但也有發展中國家受惠不多。具體而言，普及特惠稅制度推出以來，對「較發達」的發展中地區較有裨益，如巴西和印度，以及“亞洲四小龍”等如台灣、香港、新加坡、泰國和馬來西亞等，卻幾乎沒有幫助到世界上最不發達的國家，如海地、尼泊爾與大多數在撒哈拉以南非洲國家 。
值得注意的是，在21世紀初，一個影響到發展中國家的變化在世貿內發生。這就是世貿的規則已經擴大到包括紡織品和農產品。自關稅暨貿易總協定開始以來，紡織品和農產品被排除在貿易規定的覆蓋範圍之外，因為這對關稅暨貿易總協定的主要推動者、美國和歐洲十分敏感。但是現在，情況發生了變化。根據新的世貿組織規則，許多紡織品的關稅和配額已經取消，貿易自由化政策也正在複雜的農產品開放問題上相繼出現。紡織品和農產品－尤其是加工農產品，如麵粉（而不是小麥）－是世界上許多最不發達國家較具競爭力和較能賺取外匯的主要產品，這些在世貿組織中發生的變化可能有朝一日消除了普及特惠稅制度的限制。
从2014年起，陆续有国家地区取消对中国大陆的普惠制待遇，中华人民共和国海关总署也不再向对应国家签发普惠制原产地证书。2014年7月1日起，瑞士取消对陆普惠制；2019年4月1日起，日本取消；2021年10月12日起，俄罗斯、哈萨克斯坦、白俄罗斯（欧亚经济联盟成员国）取消；2021年12月1日起，欧盟成员国、英国、加拿大、土耳其、乌克兰和列支登士敦共32国取消。至2021年11月，中国大陆依然享有挪威、澳大利亚和新西兰3国的普惠制。不過新華社於12月2日表示「2021年12月起32国取消中国出口普惠制待遇」系误读。

## 外部連結
- . （原始内容存档于2009-03-18）.聯合國貿易及發展委員會對普及特惠稅制度的簡介
- . （原始内容存档于2005-04-14）.美國貿易代表處對其普及特惠稅制度的簡介
- .   [2009-03-03]. （原始内容存档于2006-09-18）.歐洲委員會對歐盟的普及特惠稅制度的簡介
- .   [2009-03-03]. （原始内容存档于2017-12-03）.日本外務省對普及特惠稅制度的簡介。